# SM UB-54
L'SM UB-54 fu un sommergibile costiero appartenente al tipo UB III in servizio alla Kaiserliche Marine tedesca durante la prima guerra mondiale. Era uno dei 329 sottomarini che servirono l'impero tedesco e prese parte nella guerra navale nella prima battaglia dell'Atlantico.

## Storia
Il sommergibile UB-54, appartenente alla classe UB-III, fu impostato presso il cantiere navale AG Weser di Brema (numero costruzione 266) il 5 settembre 1916, varato il 18 aprile 1917 ed entrato in servizio il 12 giugno dello stesso anno. Il sommergibile UB-57 era lungo 55,85 m largo 5,8 m e con un pescaggio di 3,7 m. Aveva due alberi di trasmissione e a ciascuno di essi erano accoppiati un motore diesel Körting a 6 cilindri erogante 550 CV (405 kW) e un motore elettrico Siemens-Schuckert da 394 CV (290 kW). I due serbatoi di olio combustibile (35 + 36 t di olio combustibile) consentivano un'autonomia di 9.020 nm (16.710 km ) a 6 nodi (11,1 km/h) in superficie. Con una carica delle batterie aveva una autonomia massima in immersione di 55 nm (102 km) a 4 nodi (7 km/h). La velocità massima raggiungibile era di 13,6 nodi (25,2 km/h) in superficie e 8 nodi (14,8 km/h) in immersione.  L'armamento si componeva di un cannone SK L/30 da 88 mm e 5 tubi lanciasiluri (4 a prua e uno a poppa) da 500 mm (10 siluri). L'equipaggio era composto da 3 ufficiali e 31 tra sottufficiali e marinai. La profondità massima raggiungibile era pari a 50 metri che veniva raggiunta in 30 secondi. Il costo del sommergibile fu di 3.276.000 papiermark.
L'8 agosto 1917 l'unità, al comando dell'oberleutnant zur see Egon von Werner, fu assegnata alla 1ª Flottiglia sommergibili delle Fiandre e iniziò le operazioni belliche. L'8 febbraio 1918 lo UB-54 passò al comando dell'oberleutnant zur see Erich Hecht. Il sommergibile salpò da Zeebrugge il 1 marzo 1918 per pattugliare l'area di Portland e non se ne seppe più nulla.
Apparentemente fu affondato il 31 marzo 1918 con la morte di tutti i 36 membri dell'equipaggio. Quel giorno fu intercettato dai cacciatorpediniere britannici Sturgeon, Thruster e Retriever e distrutto mediante l'utilizzo di bombe di profondità.
All'epoca il sommergibile aveva al suo attivo, in 6 missioni di pattugliamento, 14 affondamenti per un totale di 7.200 tonnellate di stazza.

## Lista affondamenti
| Data             | Nome              | Nazionalità            | Tonnellaggio | Destino   |
| ---------------- | ----------------- | ---------------------- | ------------ | --------- |
| 20 agosto 1917   | HMS Vala          | Regno Unito (bandiera) | 1.016        | affondato |
| 25 agosto 1917   | Frigga            | Norvegia (bandiera)    | 1.046        | affondato |
| 13 dicembre 1917 | Chili             | Francia (bandiera)     | 1.318        | affondato |
| 20 dicembre 1917 | Noris             | Norvegia (bandiera)    | 583          | Sunk      |
| 21 dicembre 1917 | Orne              | Francia (bandiera)     | 928          | affondato |
| 23 dicembre 1917 | Ragna             | Norvegia (bandiera)    | 1.747        | affondato |
| 27 gennaio 1918  | Nr. 14            | Belgio (bandiera)      | 26           | affondato |
| 29 gennaio 1918  | De Julia          | Belgio (bandiera)      | 13           | affondato |
| 29 gennaio 1918  | De Twee Marcels   | Belgio (bandiera)      | 13           | affondato |
| 29 gennaio 1918  | H. Debra Huysseme | Belgio (bandiera)      | 46           | affondato |
| 29 gennaio 1918  | Jean Mathilde     | Belgio (bandiera)      | 12           | affondato |
| 29 gennaio 1918  | Le Jeune Arthur   | Belgio (bandiera)      | 25           | affondato |
| 29 gennaio 1918  | Marie             | Belgio (bandiera)      | 16           | affondato |
| 30 gennaio 1918  | Ferryhill         | Regno Unito (bandiera) | 411          | affondato |

### Annotazioni
1. ↑  I tonnellaggi sono espressi in tonnellate di stazza

### Fonti
1. ↑  Rössler 1979, p. 55.
2. 1 2 3 4  U-Boat.
3. 1 2  Gröner, Jung, Maass 1991, pp. 25-30.
4. 1 2 3 4  Rössler 1996, pp. 85-86.
5. ↑  Herzog 2003, p. 60.
6. ↑  U-Boat.